# Ally Sloper
Alexander " Ally " Sloper és el personatge de ficció homònim de la tira còmica Ally Sloper. És un dels primers personatges de tira còmica i se'l considera el primer personatge recurrent en còmics.
De nassos vermells i descarats, un dibuixant arquetípic mandrós sovint es trobava "inclinat" d'anar per carrerons per evitar el seu patró i altres creditors. Va ser creat per a la revista britànica Judy, el creador va ser l'escriptor i artista fugaç, el britànic Charles H. Ross, més tard passat a tinta i posteriorment completament dibuixat per la seva esposa francesa Émilie de Tessier, una artista de còmics, una cosa poc habitual en una dona en aquell moment, sota el pseudònim de "Marie Duval" (o "Marie Du Val"; (o "Marie Du Val"; les fonts difereixen).
Les tires, que utilitzaven la narració de text sota les vinyetes sense delimitació, es van estrenar el 14 d'agost de 1867 a Judy, una revista d'humor rival de la famósa Punch. El personatge molt popular es va convertir en el seu propi còmic, Ally Sloper's Half Holiday, el 1884.

## Artistes
Les primeres il·lustracions van ser de Ross, després Tessier se'n va fer càrrec. Quan l'editor Gilbert Dalziel el va tornar a publicar amb el nom d'Ally Sloper Half Holiday, el 1884, Sloper va ser dibuixat per William Baxter fins a la seva mort el 1888. El va succeí W. Fletcher Thomas, que va continuar amb el dibuix fins a aproximadament el 1899, fou quan l'editorial va convidar CH Chapman a dibuixar la sèrie fins que va finalitzar el 1916.

## Pel·lícules
El personatge molt popular, es va convertir en el seu propi còmic, Ally Sloper Half Holiday el 1884. Sloper va aparèixer en tres llargmetratges i una àmplia gamma de marxandatge des de rellotges de butxaca fins a topalls de portes. La seva popularitat i influència va provocar que en algunes ocasions s'utilitzés com a eina de propaganda de les polítiques del govern britànic. Sloper també ha estat citat com a influència sobre W. C. Fields i el personatge de "little tramp" de Charles Chaplin.
L'arribada de la Primera Guerra Mundial el 1914 va produir un racionament molt sever de paper, i el 1916 el còmic Half Holiday va deixar de publicar-se. Els intents després de la guerra per reanimar Sloper es van demostrar de curta durada, ja que Sloper era un tipus victorià del Període eduardià estereotipat i no s'adaptava al nou món de la postguerra.